# Augustus O. Bourn

Augustus O. Bourn

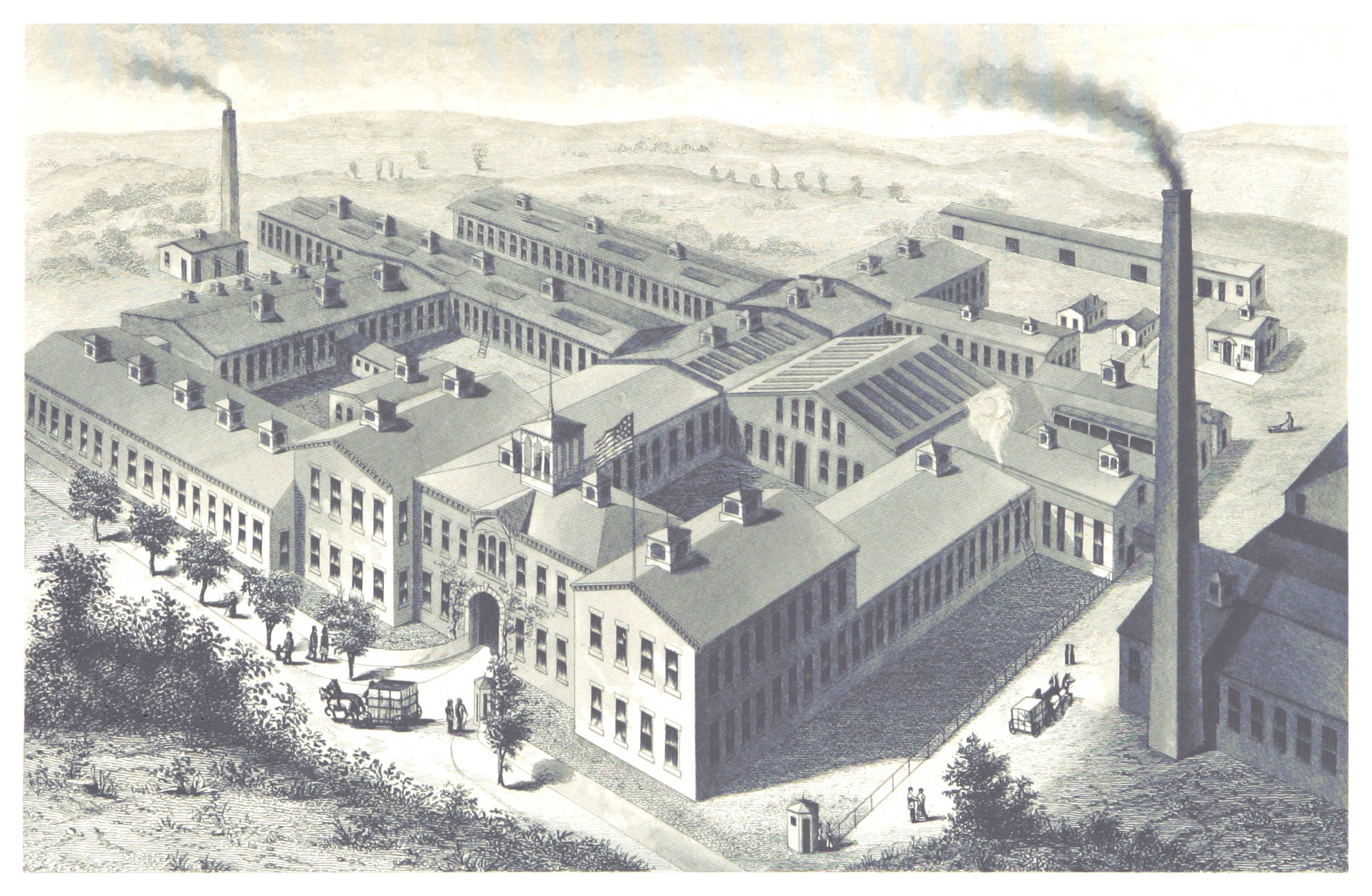
Die National Rubber Company, 1864 gegründet in Bristol, RI

Augustus Osborn Bourn (* 1. Oktober 1834 in Providence, Rhode Island; † 28. Januar 1925) war ein US-amerikanischer Politiker und von 1883 bis 1885 Gouverneur des Bundesstaates Rhode Island.

## Frühe Jahre
Nach der Grundschule besuchte Augustus Bourn die Brown University. Danach arbeitete er in der Gummifabrik seines Vaters, die er später nach dessen Tod übernahm und in Providence Rubber Company umbenannte. Eine zwischenzeitlich von ihm gegründete Gummifabrik in Bristol wurde in dieses Unternehmen eingegliedert. Augustus Bourn war auch Mitglied der Miliz seines Staates, in der er es bis zum Oberstleutnant der Kavallerie brachte.

## Politische Laufbahn
Augustus Bourn war Mitglied der Republikanischen Partei. Sieben Jahre lang vertrat er Bristol im Staatssenat. Im Jahr 1883 wurde er als Kandidat seiner Partei zum Gouverneur seines Staates gewählt. Nach einer Wiederwahl im Jahr 1884 konnte er dieses Amt zwischen dem 29. Mai 1883 und dem 26. Mai 1885 ausüben. In dieser Zeit wurde die Staatsverfassung um einen Zusatzartikel erweitert, der den neu eingebürgerten Landsleuten das Wahlrecht verlieh. Nach dem Ende seiner Gouverneurszeit diente Bourn noch vier Jahre als amerikanischer Konsul in Italien.

## Weiterer Lebenslauf
Nach dem Ende seiner politischen Laufbahn widmete sich Augustus Bourn wieder seinen privaten und geschäftlichen Angelegenheiten. Er starb im Januar 1925 im Alter von 90 Jahren. Mit seiner Frau Elizabeth Roberts Morrill hatte er fünf Kinder.